# Симеон Василев (активист)
Вижте пояснителната страница за други личности с името Симеон Василев.
Симеон Василев (роден 1983 г.) е български активист за гражданските права на ЛГБТ хората и PR експерт.

## Биография
Василев е роден в град Луковит.
Завършва специалност „Връзки с обществеността“ в Софийският университет „Св. Климент Охридски“. След това работи като главен редактор в няколко списания и като PR. От 2010 г. е мениджър на проекти във фондация и галерия „Кредо Бонум“.
През 2014 г. Василев основава фондация GLAS (Gays and Lesbians Accepted in Society). Целта ѝ е да осигури правна помощ на ЛГБТ българи, подложени на дискриминация и да спомогне за повече обществено разбиране и приемане спрямо ЛГБТ хората. GLAS е част от организационния комитет на София Прайд.
В периода 2015 – 2019 г. е сред инициаторите и на кампаниите „Книги за смет“, окуражаваща хората да дарят пластмасови отпадъците срещу подарени книги, „Форум Дълголетие“, „Дни на щастието“ и други.
От 2020 г. Василев е председател на комисията „Социално ангажирано изкуство“ към Национален фонд „Култура“.

## Личен живот
От 2006 г. е обвързан с приятеля си Димитър.